# Session I
Session I is een compositie van William Bolcom.
Het werk kwam tot stand toen Bolcom heen en weer reisde tussen New York en Parijs. In Parijs kreeg hij het verzoek van medecomponist en ook dirigent Luciano Berio een werk te schrijven voor hetensemble Domaine Musical Ensemble. Zij zouden “alles” kunnen spelen, aldus Berio. Bolcom schreef een soort jamsessie uit voor de instrumentalisten. De opzet bestaat uit een aantal achter elkaar uitgevoerde secties: Warmup, session 1, discussion, session 2, intrelude, solos, chorale en final session. 
Het werk ging op 12 mei 1965 in première in de concertzaal van Akademie der Künste. Het werk is geschreven voor dwarsfluit/altfluit, piccolo, hobo, althobo, fagot, trombone, altviool, cello, 1 man/vrouw percussie.
Later zou Bolcom de periode waarin de Sessions (hij schreef er vier) werden gecomponeerd aanduiden als zijn "donkere periode". Hij voelde toen de drang/dwang te voldoen aan het componeren in een voor hem te moderne stijl binnen de klassieke muziek van de 20e eeuw.  